# Dyscophus guineti
Dyscophus guineti is een kikker uit de familie smalbekkikkers (Microhylidae) en het geslacht Dyscophus. De soort lijkt sterk op de tomaatkikker (D, antongilii) die ook op Madagaskar voorkomt. De soort werd voor het eerst wetenschappelijk beschreven door Alfred Grandidier in 1875. Oorspronkelijk werd de wetenschappelijke naam Kalula guineti gebruikt. De soortaanduiding guineti is een eerbetoon aan een zekere M. Guinet, die het eerste exemplaar vond.

## Verspreiding en habitat
Het dier is endemisch in de regenwouden in het oosten van Madagaskar, voornamelijk in het gebied tussen Antsihanaka en Fierenana. De hoogte waarin hij voorkomt ligt tussen 150 en 900 meter boven de zeespiegel. Hij komt hier in grote aantallen voor en is niet bedreigd volgens de International Union for Conservation of Nature and Natural Resources (IUCN). Toch vormt verlies van habitat een potentiële bedreiging, alsook de vangst. Dyscophus guineti wordt namelijk op vrij grote schaal geëxporteerd om als huisdier te worden verkocht.

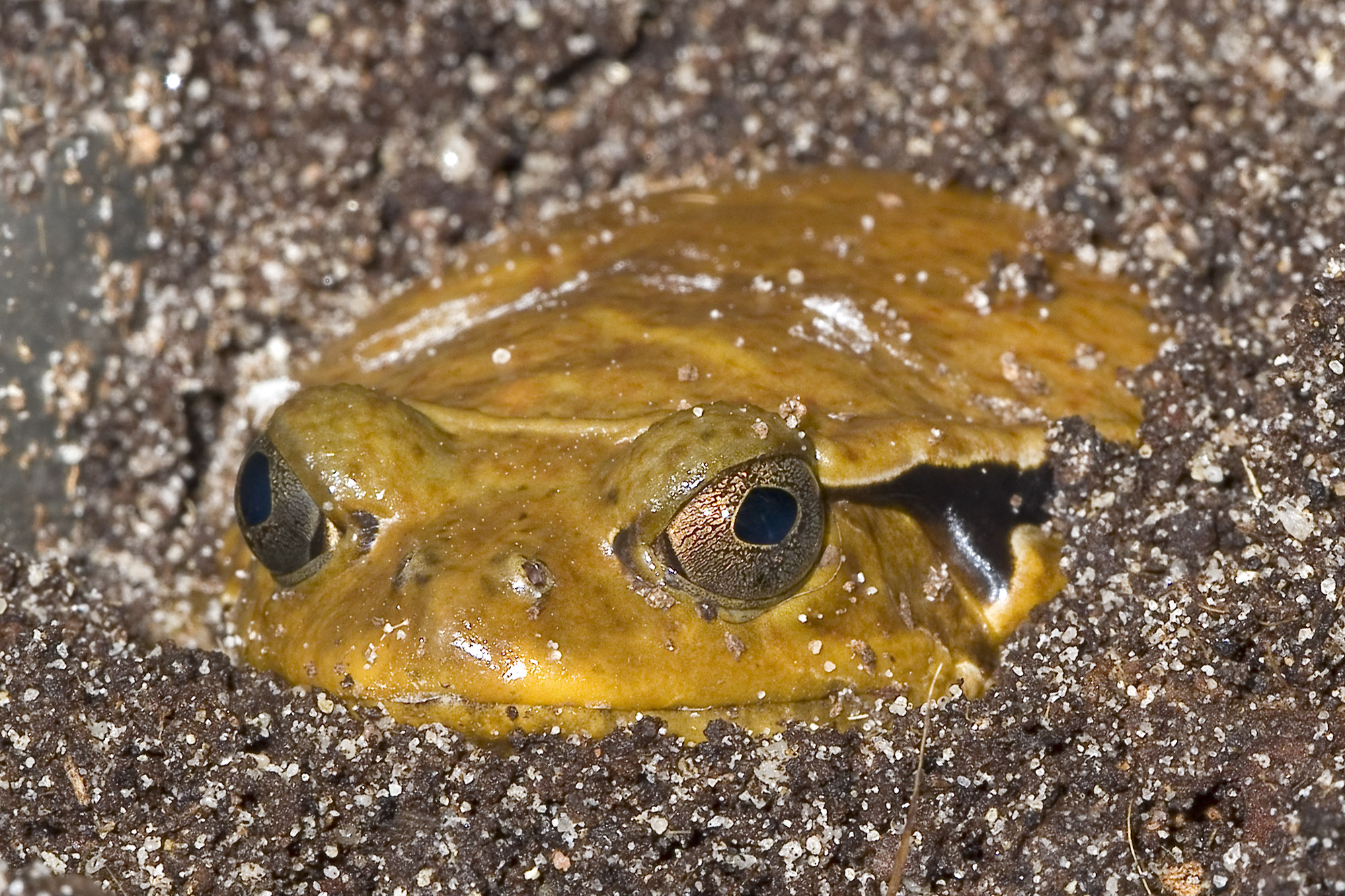